# Anthurium paludosum
Anthurium paludosum är en kallaväxtart som beskrevs av Adolf Engler. Anthurium paludosum ingår i släktet Anthurium och familjen kallaväxter. Inga underarter finns listade.